# Danh sách phim Bollywood năm 2012
Danh sách các phim Bollywood công chiếu năm 2012, cập nhật đến cuối tháng 6 năm 2012. Danh sách có thể còn bổ sung và điều chỉnh. Các phim này bao gồm phim do Bollywood sản xuất, không bao gồm các phim của các trung tâm khác ở Ấn Độ, như trung tâm sản xuất phim tiếng Tamil, tiếng Tugulu, tiếng Bengali, tiếng Malayalam, của Ollywood hay tiếng Kannada.

### January – March
| Công chiếu                       | Công chiếu | Phim                    | Thể loại               | Đạo diễn                | Diễn viên |
| -------------------------------- | ---------- | ----------------------- | ---------------------- | ----------------------- | --- |
| <font-size=300%> J A N U A R Y   | 6          | Players                 | Action/Thriller        | Abbas-Mustan            | Abhishek Bachchan, Sonam Kapoor, Bipasha Basu, Neil Nitin Mukesh, Bobby Deol, Omi Vaidya, Sikander Kher                           |
| <font-size=300%> J A N U A R Y   | 13         | Chaalis Chauraasi 4084  | Comedy/Crime           | Hriday Shetty           | Naseeruddin Shah, Atul Kulkarni, Kay Kay Menon, Ravi Kissen                                                                       |
| <font-size=300%> J A N U A R Y   | 13         | Ghost                   | Adult/Horror           | Puja Jatinder Bedi      | Shiney Ahuja, Sayali Bhagat, Deepraj Rana                                                                                         |
| <font-size=300%> J A N U A R Y   | 26         | Agneepath               | Action/Drama           | Karan Malhotra          | Hrithik Roshan, Sanjay Dutt, Priyanka Chopra, Rishi Kapoor, Om Puri, Zarina Wahab                                                 |
| <font-size=300%> F E B R U A R Y | 3          | Gali Gali Chor Hai      | Drama                  | Rumi Jaffrey            | Akshaye Khanna, Shriya Saran, Mugdha Godse, Satish Kaushik, Vijay Raaz                                                            |
| <font-size=300%> F E B R U A R Y | 3          | Staying Alive           | Social                 | Anant Mahadevan         | Anant Mahadevan, Saurabh Shukla, Chandan Roy Sanyal                                                                               |
| <font-size=300%> F E B R U A R Y | 3          | Love You To Death       | Comedy                 | Rafeeg Ellias           | Yuki Ellias, Chandan Roy Sanyal, Sheeba Chaddha, Suhasini Mulay                                                                   |
| <font-size=300%> F E B R U A R Y | 10         | Ek Main Aur Ekk Tu      | Romance/Comedy         | Shakun Batra            | Imran Khan, Kareena Kapoor, Boman Irani, Ram Kapoor, Ratna Pathak Shah                                                            |
| <font-size=300%> F E B R U A R Y | 10         | Valentine's Night       | Adult/Romance/Thriller | Krishan Kumar           | Payal Rohatgi, Sangram Singh, Rahul Minz, Neha Thakur,                                                                            |
| <font-size=300%> F E B R U A R Y | 17         | Ekk Deewana Tha         | Romance                | Gautham Menon           | Prateik Babbar, Amy Jackson, Manu Rishi, Ramesh Sippy, Sachin Khedekar                                                            |
| <font-size=300%> F E B R U A R Y | 17         | ?: A question mark      | Adult/Horror           | Allyson Patel Yash Dave | Maanvi Gagroo, Akhlaque Khan, Yaman Chatwal, Varun Thakur, Chirag Jain                                                            |
| <font-size=300%> F E B R U A R Y | 17         | Married 2 America       | Drama                  | Dilip Shankar           | Jackie Shroff, Archana Joglekar, Anjali Malhotra, Shweta Tiwari, Raghuveer Yadav, Chetan Pandit, Ashok Samarth, Akhilendra Mishra |
| <font-size=300%> F E B R U A R Y | 24         | Jodi Breakers           | Romance                | Ashwini Chaudhary       | Madhavan, Bipasha Basu, Omi Vaidya, Dipannita Sharma                                                                              |
| <font-size=300%> F E B R U A R Y | 24         | Tere Naal Love Ho Gaya  | Romance/Comedy         | Mandeep Kumar           | Riteish Deshmukh, Genelia D'Souza, Om Puri                                                                                        |
| <font-size=300%>M A R C H        | 2          | London, Paris, New York | Romance                | Anu Menon               | Ali Zafar, Aditi Rao Hydari |
| <font-size=300%>M A R C H        | 2          | Paan Singh Tomar        | Crime                  | Tigmanshu Dhulia        | Irrfan Khan, Mahie Gill |
| <font-size=300%>M A R C H        | 2          | Will You Marry Me?      | Romance                | Aditya Dutt             | Shreyas Talpade, Mugdha Godse, Rajeev Khandelwal, Celina Jaitley                                                                  |
| <font-size=300%>M A R C H        | 9          | Chaar Din Ki Chandni    | Romance/Comedy         | Samir Karnik            | Tusshar Kapoor, Kulraj Randhawa, Anupham Kher, Om Puri                                                                            |
| <font-size=300%>M A R C H        | 9          | Kahaani                 | Drama/Thriller         | Sujoy Ghosh             | Vidya Balan, Parambrata Chatterjee                                                                                                |
| <font-size=300%>M A R C H        | 16         | Say Yes To Love         | Romance                | Mahrukh Mirza Beg       | Asad Mirza, Nazia Hussain, Aditya Roy Kapur                                                                                       |
| <font-size=300%>M A R C H        | 16         | Akkad Bakkkad Bam Be Bo | Romance                | Dweep Raj Kochhar       | Dweep Raj Kochhar |
| <font-size=300%>M A R C H        | 16         | Zindagi Tere Naam       | Romance                | Ashu Trikha             | Mithun Chakraborthy, Ranjeeta Kaur, Ashish Sharma                                                                                 |
| <font-size=300%>M A R C H        | 23         | Agent Vinod             | Suspense/Thriller      | Sriram Raghavan         | Saif Ali Khan, Kareena Kapoor |
| <font-size=300%>M A R C H        | 30         | Blood Money             | Thriller               | Vishal Mahadkar         | Kunal Khemu, Amrita Puri |
| <font-size=300%>M A R C H        | 30         | Bumboo                  | Comedy                 | Francis Veber           | Sharat Saxena, Sanjay Mishra |

### April – June
| Opening   | Opening              | Title                                 | Genre                | Director                                                                                 | Cast |
| --------- | -------------------- | ------------------------------------- | -------------------- | ---------------------------------------------------------------------------------------- | --- |
| A P R I L | 6                    | Housefull 2                           | Action Comedy        | Sajid Khan                                                                               | Akshay Kumar Asin Thottumkal, Jacqueline Fernandez, John Abraham, Riteish Deshmukh, Zarine Khan, Shreyas Talpade, Shazahn Padamsee, Rishi Kapoor, Randhir Kapoor, Boman Irani, Mithun Chakraborty |
| A P R I L | 13                   | Bittoo Boss                           | Comedy               | Supavitra Babul                                                                          | Pulkit Samrat, Amita Pathak |
| A P R I L | 13                   | Chhodo Kal Ki Baatein                 | Comedy               | Pramod Joshi                                                                             | Sachin Khedekar, Anjan Srivastav, Atul Parchure, Anupam Kher |
| A P R I L | 13                   | Ab Hoga Dharna Unlimited              | Drama                | Deepak Tanwar                                                                            | Sourabh Malik, Rekha Rana, Omkar Das Manikpuri |
| A P R I L | 20                   |                                       |                      |                                                                                          | |
| A P R I L | Vicky Donor          | Comedy                                | Shoojit Sircar       | Ayushmann Khurrana, Yami Gautam, Annu Kapoor                                             | |
| A P R I L | Hate Story           | Adult/Thriller                        | Vivek Agnihotri      | Paoli Dam, Gulshan Devaiya,Nikhil Dwivedi                                                | |
| A P R I L | 27                   |                                       |                      |                                                                                          | |
| A P R I L | Tezz                 | Action                                | Priyadarshan         | Ajay Devgn, Anil Kapoor, Kangna Ranaut, Zayed Khan, Sameera Reddy, Boman Irani, Mohanlal | |
| A P R I L | Life Ki Toh Lag Gayi | Comedy                                | Rakesh Mehta         | Ranvir Shorey, Kay Kay Menon, Manu Rishi, Neha Bhasin                                    | |
| M A Y     | 4                    | Jannat 2                              | Adult/Crime/Thriller | Kunal Deshmukh                                                                           | Emraan Hashmi, Randeep Hooda & Esha Gupta |
| M A Y     | 4                    | Fatso                                 | Comedy               | Rajat Kapoor                                                                             | Ranvir Shorey, Gul Panag, Purab Kohli |
| M A Y     | 4                    | The Forest                            | Horror               | Ashvin Kumar                                                                             | Ankur Vikal, Nandana Sen, Jaaved Jaaferi |
| M A Y     | 4                    | Love, Lies & Seetha                   | Comedy               | Chandra Pemmaraju                                                                        | Melanie Kannokada, Arjun Gupta, Lavrenti Lopes |
| M A Y     | 11                   | Dangerous Ishq                        | Romance/Thriller     | Vikram Bhatt                                                                             | Karishma Kapoor, Rajneesh Duggal, Jimmy Shergill, Divya Dutta |
| M A Y     | 11                   | Ishaqzaade                            | Romance              | Habib Faisal                                                                             | Arjun Kapoor, Parineeti Chopra |
| M A Y     | 18                   | Department                            | Adult/Action/Crime   | Ram Gopal Varma                                                                          | Amitabh Bachchan, Sanjay Dutt, Rana Daggubati, Anjana Sukhani, Lakshmi Manchu, Naseeruddin Shah                                                                                                   |
| M A Y     | 18                   | Chhota Bheem And The Curse Of Damyaan | Computer-Animated    | Rajiv Chilaka                                                                            | Voice by Kaustav Ghosh, Rupa Bhimani |
| M A Y     | 18                   | Mr. Bhatti on Chutti                  | Comedy Film          | Karan Razdan                                                                             | Anupam Kher, Abid Ali |
| M A Y     | 25                   | Arjun: The Warrior Prince             | Computer-Animated    | Arnab Chaudhuri                                                                          | Voice-over by Yuddvir Bakolia, Anjan Srivastav, Sachin Khedekar, Ila Arun, Vishnu Sharma |
| M A Y     | 25                   | Love Recipe                           | Romantic Comedy      | Amol Shetge                                                                              | Suhail Karim, Rani Agrawal |
| M A Y     | 25                   | MLA                                   | Crime                | Shiv Dube                                                                                | Mukesh Tiwari, Omkar Das Manikpuri |
| M A Y     | 25                   | Rakhtbeej                             | Romantic Comedy      | Anil Balani                                                                              | Maanas Srivastavam, Sayantani Nandi |
| M A Y     | 25                   | Yeh Khula Aasmaan                     | Romantic             | Gitanjali Sinha                                                                          | Raghuveer Yadav, Yashpal Sharma |
| M A Y     | 25                   | Love, Wrinkle-free                    | Adult/Romantic       | Sandeep Mohan                                                                            | Ash Chandler, Shernaz Patel |
| J U N E   | 1                    | Rowdy Rathore                         | Action               | Prabhu Deva                                                                              | Akshay Kumar, Sonakshi Sinha, Paresh Ganatra, Nassar |
| J U N E   | 8                    | Shanghai                              | Political/Thriller   | Dibakar Banerjee                                                                         | Emraan Hashmi, Abhay Deol, Kalki Koechlin, Prasenjit Chatterjee |
| J U N E   | 15                   | Ferrari Ki Sawaari                    | Drama/Comedy         | Rajesh Mapuskar                                                                          | Sharman Joshi, Boman Irani |
| J U N E   | 22                   | Teri Meri Kahaani                     | Romance/Comedy       | Kunal Kohli                                                                              | Shahid Kapoor, Priyanka Chopra, Prachi Desai |
| J U N E   | 22                   | Gangs of Wasseypur                    | Adult/Crime/Thriller | Anurag Kashyap                                                                           | Manoj Bajpai, Nawazuddin Siddiqui, Piyush Mishra, Shabana Azmi, Reema Sen |
| J U N E   | 29                   | Maximum                               | Adult/Crime/Thriller | Kabeer Kaushik                                                                           | Sonu Sood,Naseeruddin Shah,Neha Dhupia,Vinay Pathak,Arya Babbar |

### July – September
| Opening     | Opening           | Title                           | Genre            | Director          | Cast                                                                   |                                                               |
| ----------- | ----------------- | ------------------------------- | ---------------- | ----------------- | ---------------------------------------------------------------------- | ------------------------------------------------------------- |
| J U L Y     | 6                 | Bol Bachchan                    | Comedy           | Rohit Shetty      | Ajay Devgn, Abhishek Bachchan, Asin, Prachi Desai                      |                                                               |
| J U L Y     | 13                | Cocktail                        | Romance          | Homi Adajania     | Saif Ali Khan, Deepika Padukone, Diana Penty, Randeep Hooda            |                                                               |
| J U L Y     | 13                | 1920 - Evil Returns             | Horror           | Bhushan Patel     | Aftab Shivdasani, Tia Bajpai, Vidya Malvade                            |                                                               |
| J U L Y     | 27                | I, Me Aur Main                  | Romance/Comedy   | Kapil Sharma      | John Abraham, Chitrangada Singh, Prachi Desai                          |                                                               |
| J U L Y     | 27                | Kyaa Super Kool Hai Hum         | Adult/Comedy     | Sachin Yardi      | Tusshar Kapoor, Riteish Deshmukh, Neha Sharma, Sarah-Jane Dias         |                                                               |
| A U G U S T | 15                | Ek Tha Tiger                    | Romance/Thriller | Kabir Khan        | Salman Khan, Katrina Kaif, Ranvir Shorey                               |                                                               |
| A U G U S T | 24                | Shirin Farhad Ki Toh Nikal Padi | Romance/Comedy   | Bela Sehgal       | Boman Irani, Farah Khan                                                |                                                               |
| A U G U S T | 24                | 31                              | Joker            | Drama             | Shirish Kunder                                                         | Akshay Kumar, Sonakshi Sinha, Shreyas Talpade, Minnisha Lamba |
| A U G U S T | S E P T E M B E R | 7                               | Raaz 3           | Suspense/Thriller | Vikram Bhatt                                                           | Emraan Hashmi, Bipasha Basu, Esha Gupta                       |
| 14          | S E P T E M B E R | Barfi!                          | Romance/Comedy   | Anurag Basu       | Ranbir Kapoor, Priyanka Chopra                                         |                                                               |
| 21          | S E P T E M B E R | Heroine                         | Drama            | Madhur Bhandarkar | Kareena Kapoor, Arjun Rampal, Randeep Hooda, Rakesh Bapat, Divya Dutta |                                                               |
| 21          | S E P T E M B E R | 28                              | Aiyaa            | Romance           | Sachin Kundalkar                                                       | Rani Mukerji, Prithviraj Sukumaran                            |

### October – December
| Opening         | Opening | Title               | Genre              | Director        | Cast                                                                     |
| --------------- | ------- | ------------------- | ------------------ | --------------- | ------------------------------------------------------------------------ |
| O C T           | 4       | English Vinglish    | Drama              | Gauri Shinde    | Sridevi, Priya Anand, Mehdi Nebbou, Adul Husain                          |
| O C T           | 19      | Student Of The Year | Romance/Comedy     | Karan Johar     | Siddharth Malhotra, Alia Bhatt, Varun Dhawan                             |
| O C T           | 24      | Chakravyuh          | Political Thriller | Prakash Jha     | Arjun Rampal, Abhay Deol, Esha Gupta, Manoj Bajpai, Kabir Bedi           |
| N O V E M B E R | 16      | Son Of Sardar       | Comedy             | Ashwani Dhir    | Ajay Devgn, Sonakshi Sinha, Sanjay Dutt, Juhi Chawla                     |
| N O V E M B E R | 16      | Jab Tak Hai Jaan    | Romance            | Yash Chopra     | Shahrukh Khan, Katrina Kaif, Anushka Sharma                              |
| N O V E M B E R | 30      | Talaash             | Drama/Suspense     | Reema Kagti     | Aamir Khan, Rani Mukerji, Kareena Kapoor                                 |
| D E C E M B E R | 12      | Khiladi 786         | Action/Comedy      | Ashish R. Mohan | Akshay Kumar, Asin Thottumkal, Himesh Reshammiya, Paresh Rawal           |
| D E C E M B E R | 12      | Jism 2              | Adult/Thriller     | Pooja Bhatt     | Sunny Leone, Arunoday Singh, Randeep Hooda,                              |
| D E C E M B E R | 21      | Dabangg 2           | Action/Comedy      | Arbaaz Khan     | Salman Khan, Rajesh sharma, Sonakshi Sinha, Prakash Raj, Deepak Dobriyal |
| 28              |         |                     |                    |                 |                                                                          |

## Unscheduled releases
| Title                        | Genre           | Director        | Cast                                                       |
| ---------------------------- | --------------- | --------------- | ---------------------------------------------------------- |
| BHHOOoo.!                    | Horror          | Ram Gopal Verma | Manisha Koirala                                            |
| Chittagong                   | Drama           | Bedabrata Pain  | Manoj Bajpai, Vega Tamotia,Nawazuddin Siddiqui, Barry John |
| Ghanchakkar                  | Comedy/Thriller | Rajkumar Gupta  | Emraan Hashmi, Vidya Balan                                 |
| Luv Shuv Tey Chicken Khurana | Comedy          | Sameer Sharma   | Kunal Kapoor                                               |
| Miss Lovely                  | Social          | Ashim Ahluwalia | Nawazuddin Siddiqui, Niharika Singh, Anil George           |
| Peddlers                     | Thriller        | Vasan Bala      | Nishikant Kamat, Kriti Malhotra                            |